# Jamal Mubarak
Jamal Mubarak (Kuwait; 21 de marzo de 1974) es un exfutbolista de Kuwait que jugaba en la posición de defensa.

## Carrera

### Club
| Periodo   | Club        |
| --------- | ----------- |
| 1995-2004 | Al Tadhamon |
| 2004-2007 | Qadsia SC   |

### Selección nacional
Jugó para Kuwait en 107 ocasiones de 1994 a 2006 y anotó nueve goles; participó en los Juegos Olímpicos de Sídney 2000, los Juegos Asiáticos de 1998 y en dos ediciones de la Copa Asiática.

## Logros

### Club
- Liga Premier de Kuwait: 1

2004/05
- Copa del Emir de Kuwait: 1

2006/07
- Copa de la Corona de Kuwait: 3

2004, 2005, 2006
- Copa de Clubes Campeones del Golfo: 1

2005

### Individual
- Equipo ideal de la Copa Asiática 2000.